# Caesars Palace Grand Prix Circuit
Der Caesars Palace Grand Prix Circuit war ein 3,649 Kilometer (3,637 km 1981) langer Stadtkurs in Paradise im US-Bundesstaat Nevada, auf dem in den Jahren 1981 und 1982 zweimal der Große Preis von Las Vegas der Formel-1-Weltmeisterschaft stattfand. Anschließend wurden auch zwei Rennen zur Indy Car World Series ausgetragen auf diesem Kurs. Die temporär angelegegte Rennstrecke befand sich auf dem Parkplatzgelände des Hotels und Spielkasinos Caesars Palace.

## Geschichte
Anfang der 1980er Jahre vereinbarte man in Las Vegas einen dritten nordamerikanischen Grand Prix auszutragen. Das Rennen war im Jahr 1981, als auch 1982 das Saisonfinale der Formel-1-Weltmeisterschaft. Der Lauf sollte ursprünglich eine Woche nach dem Rennen in Watkins Glen gefahren werden, jedoch fiel Watkins Glen wegen finanziellen Gründen aus. Das eher eintönige Layout und die hohen Temperaturen an den Rennwochenenden sorgten nicht nur bei den Teilnehmern für Unmut, auch die Zuschauerzahlen blieben weit unter den Erwartungen zurück.
1983 und 1984 wurde die in den USA populärere Indy Car World Series ausgetragen. Dafür hatte man die Streckenführung um die beiden Infield-Schleifen gekürzt und die Strecke ähnelte einem Ovalkurs, die fünf verbliebenen Kurven hatten allerdings keine Neigung. 1983 gewann Mario Andretti dieses Rennen. 1984 trug sich Tom Sneva als letzter Sieger in die Siegerliste ein. Auch diese zwei Veranstaltungen konnten die Erwartungen der Zuschauer und Macher nicht erfüllen. So verzichtete man bis 2022 auf ein Rennen in Las Vegas, seit 2023 gastierte die Formel 1 wieder im Spielerparadies auf einer neu angelegten Strecke.
Auf dem Parkplatz, auf dem die Rennen ausgetragen wurden, wurden in der Folge das zum Caesars Palace gehörende Einkaufszentrum Forum Shops und das Hotel The Mirage gebaut.

## Statistik

### Alle Sieger von Formel-1-Rennen in Las Vegas
| Nr. | Jahr | Fahrer           | Konstrukteur | Motor | Reifen | Zeit        | Länge    | Runden | Ø-Tempo km/h | Datum         | GP von    |
| --- | ---- | ---------------- | ------------ | ----- | ------ | ----------- | -------- | ------ | ------------ | ------------- | --------- |
| 1   | 1981 | Alan Jones       | Williams     | Ford  | G      | 1:44:09,077 | 3,650 km | 75     | 157,703      | 17. Oktober   | Las Vegas |
| 2   | 1982 | Michele Alboreto | Tyrrell      | Ford  | G      | 1:41:56,888 | 3,650 km | 75     | 161,111      | 25. September | Las Vegas |

### Alle Sieger der Indy Car World Series in Las Vegas
| Nr. | Jahr | Fahrer         | Konstrukteur       | Motor    | Chassis | Zeit    | Länge    | Runden | Ø-Tempo km/h | Datum        |
| --- | ---- | -------------- | ------------------ | -------- | ------- | ------- | -------- | ------ | ------------ | ------------ |
| 1   | 1983 | Mario Andretti | Newman/Haas Racing | Cosworth | Lola    | 2:17:48 | 1,811 km | 178    | 140,306      | 8. Oktober   |
| 2   | 1984 | Tom Sneva      | Mayer Racing       | Cosworth | Penske  | 2:08:13 | 1,811 km | 178    | 150,797      | 11. November |